# Liste der Baudenkmale in Wolfenbüttel
In der Liste der Baudenkmale in Wolfenbüttel sind alle Baudenkmale der niedersächsischen Stadt Wolfenbüttel, außer den äußeren Ortsteilen, aufgelistet. Der Stand der Liste ist der 1. März 1983.

## Baudenkmale

### Gruppen baulicher Anlagen mit Hilfsnamen
Im Bereich der Innenstadt sind zehn Gruppen von Baudenkmalen definiert, für die Hilfsnamen eingeführt wurden. Für weitere Informationen siehe die einzelnen Listen.

#### Alte Heinrichstadt
Zum Baudenkmalensemble Alte Heinrichstadt gehören folgende Baudenkmale:
Am Alten Tore 2, 3, 4, 5, 6, Bärengasse 1, Brauergildenstraße 1, 2, 3, 4, 5, 6, 7, 8, 9, 10, 11, 12, 13, 14, 15, 16, Große Kirchstraße 1, 2, 3, 4, 5, 6, 7, 8, 9, 10, 11, 12, 13, 14, 15, 16, 17, 18, 19, 20, 21, Harzstraße 1, 2, 3, 4, 5, 6, 7, 8, 9, 10, 11, 12, 13, 14, 15, 16, 17, 18, 19, 20, 20a, 21, 22, 23, 24, 25, 26, 27, 28, Harztorplatz 2, 3, 4, Kanzleistraße 1, 2, 3, 4, 5, 6, 7, 8, 9, 10, 11, 12, 13, 14, 15, 16, 17, 18, 19, 20, Kleine Kirchstraße 1, 2, 3, 4, 5, Klosterstraße 1, 2, 3, 4, 5, 6, Kommißstraße 1, 2, 3, 4, 5, 6, 7, 8, 9, 10, 11, 12, Kornmarkt 1, 2, 3, 4, 5, 6, 7, 8, 9, 10, 11, 12/13, 14, 15, Hauptkirche B.M.V., Krummestraße 30, 40, Lange Herzogstraße 1, 2, 3, 4, 5, 6, 7, 8, 9, 10, 11, 12, 13, 14, 15, 16, 17, 18, 19, 46, 47, 48, 49, 50, 51, 52, 53, 54, 55, 56, 57, 58, 59, 60, 61, 62, 63, Maurenstraße 1, 13, Michael-Praetorius-Platz 1, 2, 3, 4, 5, 6, 7, 8, 9, Mühlenstraße 2, 3, 4, 5, 6, Okerstraße 19, 20, 21, 22, Reichstraße 1, 2, 3, 4, 5, 6, 7, 8, Stadtmarkt 1, 2–3, 5, 6, 7, 8, 9, 10, 11, 12/13, 14, 15, 16, 17, Herzog-August-Denkmal, Stobenstraße 1, 2, 3, 3a, 4, 5, 6, 7, 8, 9, 10, 11, 12, 13, 14

#### Neue Heinrichstadt
Zum Baudenkmalensemble Neue Heinrichstadt gehören folgende Baudenkmale:
Am Herzogtore 1, 2, 3, 4, 12, Breite Herzogstraße 1, 2, 3, 4, 5, 6, 7, 8, 9–10, 11, 12, 13, 14, 15, 16, 17, 18, 18a, 19, 20, 21, 22, 23, 24, 26, 27, Engestraße 2, 3, 4, 5, 6, 7, 8, 9, 10, 11, 12, 13, 14, 15, 16, 17, 18, 19, 20, 21, 22, 23, 24, 25, 26, 27, Gymnasialgasse, Holzmarkt 1, 2, 3, 4–5, 7, 8, 9, 10, 11, 12, 13, 14, 15, 16, 17, 18, 19, St.-Trinitatis-Kirche, Holzmarkt, Kreuzstraße 1, 2, 3, 4, 5, 6, 7, 8, 9, 12, 13, 14, 15, Lange Herzogstraße 20, 21, 22, 23, 24, 25, 26, 27, 28, 29, 30, 31, 32–33, 34, 35, 36, 37, 38, 39, 40, 41, 42, 43, 44/45, Lohenstraße 1, 2, 3, 3a, 4, 5, 6, 7, Neue Straße 1, 2, 3, 4, 5, 6, 7, 8, 9, 10, 11, 12, 13, 13a, 14, 15, 16, 17, 18, 19, 20, 21, 22, 23, 24, 25, 26, 27, 28, 29, 30, 31, 31a, 32, 33, 34, 36, 37, 38, 39, 40, 41, 42, Okerstraße 1, 2, 3, 4, 5, 6, 7, 8, 9, 10, 11, 12, 13, 14, 15, 16, 17, Rosengasse 1, 2, 1a, Wallstraße 1, 2, 3, 4, 5, 6, 7, Ziegenmarkt 1, 2, 3, 4, 5, 6, 8, 9, 12, 12a, 13

#### Nördliche Wallbebauung
Zum Baudenkmalensemble Nördliche Wallbebauung gehören folgende Baudenkmale:
Am Herzogtore 5, 6, 7, 8, 9, 11, Straßen und Platzgestaltung, Okerverlauf, Im Rosenwinkel 1, 2, 3, 4, 5, 6, 7, 8, 9, 10, Rosenwall, Wallreste der ehemaligen Bastion, 1, 2, 2a, 2b, 3, 3a, 3b, 4, 4a, 5, 6, 7, 7a, 8, 9, 10, 11, 12, 12a, 13, 14, 15, 16, Schiffwall 1

#### Villenviertel
Zum Baudenkmalensemble Villenviertel gehören folgende Baudenkmale:
Anna-Vorwerk-Straße 1, 2, 4, 5, 6, 7, Leibnizstraße 1, 2, 2a, 3, 4, 4a, 4b, 5, 6, 6a, 7, 8, 9, 19, 11, 12, 13, 14, Lessingstraße 6, 8, 10, 12, 14, 16, 18, 19, 21, 21a, 23, 24, 30

#### Südliche Wallbebauung
Zum Baudenkmalensemble Südliche Wallbebauung gehören folgende Baudenkmale:
Bahnhofstraße 11, Harztorwall 1, 2, 3, 4, 5, 6, 7, 8, 9, 10, 11, 12, 13, 14, 15, 24a/b/c, Landschaftsschutzgebiet „Stadteigene Wallanlagen“

#### Krumme Straße
Zum Baudenkmalensemble Krumme Straße gehören folgende Baudenkmale:
Bahnhofstraße 12, Echternstraße 1, 2, Fischerstraße 20, 21, Harztorwall, St.-Petrus-Kirche, Krumme Straße 2, 3, 4, 5, 6, 7, 8, 9, 10, 11, 12, 13, 14, 15, 16, 17, 18, 19, 20, 21, 22, 23, 24, 25, 26, 27, 28, 29, 31, 32, 33, 34, 35, 36, 37, 38, 39, 40, 41, 42, 43, 44, 45, 46, 47, 48, 49, 50, 51, 52, 53, 54, 55, 56, 57, 58, 59, 60, Lustgarten 2, 3, 4, 5, 6, 7, 8, 9, 10, Maurenstraße 2, 3, 4, 5, 6, 7, 8, 9, 10, 11, 12

#### Dammfestung
Zum Baudenkmalensemble Dammfestung gehören folgende Baudenkmale:
Dr. Heinrich-Jasper-Straße 1, 2, 3, 4, 5, 6, 7, 8, 9, 10, 11, 13, Lauenstraße 1, 2, 2a, 3, 4, 5, 6, 7, 8, Lessingplatz 1, 2, 3, 4, 11, Schiffwall 3, Schlossplatz 2, 3, 4, 7, 8, 8a, 10, 10a, 10b, 11, 12, 13, 14, 15, 16, 17, 18, 18a, 19, Schützenstraße 2, 4, 6, Schulwall 1, Sophienstraße 1, 1a, 2, 3, 5, Okerumflut

#### Auguststadt
Zum Baudenkmalensemble Auguststadt gehören folgende Baudenkmale:
Dr. Heinrich-Jasper-Straße 19, 21, 22, 23, 24, 25, 26, 27, 28, 29, 30, 31, 32, 33, 34, 35, 36, 37, 38, 39, 40, 41, 42, 43, Glockengasse 1, 2, Hospitalstraße 10, Jägerstraße 2, 3, 4, 5, 6, 7, 8, 9, 10, 11, 12, 13, 14, 15, 16, 17, 20, 21, 22, Rosenmüllerstraße 1, 2, 3, 4, 5, 6, 7, 8, 9, 10, 11, 12, 13, 14, 15, 15a, 16, 17, 18, Sankt-Johannis-Kirche mit Kirchhof, Schleusenstraße 1, Töpferstraße 1, 2, 3, 4, 5, 6, 7, 8, 9, 10, 11, 12, Hinterhäuser der  auf der Südseite Dr. Heinrich-Jasper-Straße auf der Südseite

#### Freiheit
Zum Baudenkmalensemble Freiheit gehören folgende Baudenkmale:
Großer Zimmerhof 6, 7, 8, 9, 10, 11, 12, 13, 14, 15, 16, 17, 18, 19, 20, 21, 22, 23, 24, 25, 26, 27, 28, 30, Kleiner Zimmerhof 1, 2, 3, 4, 5, 6, 7, 8, 9, 10, 11, 12, 13, 14, 15, 16, Krambuden 1, 2, 3, 4, 5, 6, 7, 8, 9, 10, 11, 12, 13, 14, 15, 16, 17, 18, 19, 20, Löwenstraße: Landschaftsschutzgebiet, Stadteigene Wallanlagen zwischen Schulwall und Großer Zimmerhof, einschließlich Okerschleuse, Okerkanal Klein Venedig von der Kommisse bis zur Stobenstraße

#### Juliusstadt
Zum Baudenkmalensemble Juliusstadt gehören folgende Baudenkmale:
Juliusmarkt 1, 2, 3, 4, 5, 6, 7, 8, 9, 10, Juliusstraße 1, 2, 3, 4, 5, 6, 7, Marktstraße 1, 3, 4, 4a, 5, 6, einschließlich „Juliusstädter Brücke“ mit Stauwehr, Wallstraße 11, 12, 13, 14, 15, 16, 17, 18, 19, 20, 21, 22, 23, 25, 27

### Gruppe: Jüdischer Friedhof Wolfenbüttel
Baudenkmal (Gruppe):

| Lage                                    | Bezeichnung                     | Beschreibung | ID       | Bild |
| --------------------------------------- | ------------------------------- | ------------ | -------- | ---- |
| Am Jahnstein 52° 9′ 55″ N, 10° 33′ 5″ O | Jüdischer Friedhof Wolfenbüttel |              | 33862455 | BW   |

Baudenkmale (Einzeln):

| Lage                                    | Bezeichnung | Beschreibung                                                           | ID       | Bild |
| --------------------------------------- | ----------- | ---------------------------------------------------------------------- | -------- | ---- |
| Am Jahnstein 52° 9′ 55″ N, 10° 33′ 5″ O | Friedhof    | Der Jüdische Friedhof Wolfenbüttel besteht seit 1724 an dieser Stelle. | 33874102 |      |

### Gruppe: Am Roten Amte
Baudenkmal (Gruppe):

| Lage                                       | Bezeichnung   | Beschreibung | ID       | Bild |
| ------------------------------------------ | ------------- | ------------ | -------- | ---- |
| Am Roten Amte 52° 10′ 13″ N, 10° 32′ 13″ O | Am Roten Amte |              | 33862439 | BW   |

Baudenkmale (Einzeln):

| Lage                                         | Bezeichnung              | Beschreibung | ID       | Bild |
| -------------------------------------------- | ------------------------ | ------------ | -------- | ---- |
| Am Roten Amte 5 52° 10′ 13″ N, 10° 32′ 12″ O | Wohn-/Wirtschaftsgebäude |              | 33874081 | BW   |
| Am Roten Amte 6 52° 10′ 13″ N, 10° 32′ 14″ O | Wohnhaus                 |              | 33873976 | BW   |

### Gruppe: Bahnhofstraße 1–5
Baudenkmal (Gruppe):

| Lage                                         | Bezeichnung       | Beschreibung | ID       | Bild           |
| -------------------------------------------- | ----------------- | ------------ | -------- | -------------- |
| Bahnhofstraße 1-5 52° 9′ 36″ N, 10° 32′ 2″ O | Bahnhofstraße 1-5 |              | 33862404 | Weitere Bilder |

Baudenkmale (Einzeln):

| Lage                                       | Bezeichnung         | Beschreibung | ID       | Bild |
| ------------------------------------------ | ------------------- | ------------ | -------- | ---- |
| Bahnhofstraße 1 52° 9′ 37″ N, 10° 32′ 2″ O | Wohn-/Geschäftshaus |              | 33873098 |      |
| Bahnhofstraße 2 52° 9′ 37″ N, 10° 32′ 2″ O | Wohnhaus            |              | 33873077 |      |
| Bahnhofstraße 3 52° 9′ 36″ N, 10° 32′ 1″ O | Wohnhaus            |              | 33873035 |      |
| Bahnhofstraße 4 52° 9′ 36″ N, 10° 32′ 1″ O | Wohn-/Geschäftshaus |              | 33873014 |      |
| Bahnhofstraße 5 52° 9′ 35″ N, 10° 32′ 1″ O | Wohnhaus            |              | 33872993 |      |

### Gruppe: Schützenhaus
Baudenkmal (Gruppe):

| Lage                                          | Bezeichnung  | Beschreibung | ID       | Bild |
| --------------------------------------------- | ------------ | ------------ | -------- | ---- |
| Frankfurter Straße 52° 9′ 58″ N, 10° 31′ 6″ O | Schützenhaus |              | 33862303 | BW   |

Baudenkmale (Einzeln):

| Lage                                            | Bezeichnung | Beschreibung | ID       | Bild |
| ----------------------------------------------- | ----------- | ------------ | -------- | ---- |
| Frankfurter Straße 4 52° 9′ 58″ N, 10° 31′ 5″ O | Wohnhaus    | Schützenhaus | 33867388 | BW   |

### Gruppe: Friedrich-Wilhelm-Str. 5–8
Baudenkmal (Gruppe):

| Lage                                                   | Bezeichnung                | Beschreibung | ID       | Bild |
| ------------------------------------------------------ | -------------------------- | ------------ | -------- | ---- |
| Friedrich-Wilhelm-Str. 5-8 52° 9′ 51″ N, 10° 32′ 45″ O | Friedrich-Wilhelm-Str. 5-8 |              | 33862284 | BW   |

Baudenkmale (Einzeln):

| Lage                                                   | Bezeichnung | Beschreibung | ID       | Bild |
| ------------------------------------------------------ | ----------- | ------------ | -------- | ---- |
| Friedrich-Wilhelm-Straße 6 52° 9′ 51″ N, 10° 32′ 45″ O | Wohnhaus    |              | 33867320 | BW   |
| Friedrich-Wilhelm-Straße 7 52° 9′ 51″ N, 10° 32′ 45″ O | Wohnhaus    |              | 33867299 | BW   |
| Friedrich-Wilhelm-Straße 8 52° 9′ 50″ N, 10° 32′ 45″ O | Wohnhaus    |              | 33867278 | BW   |

### Gruppe: Friedhof Friedrich-Wilhelm-Str.
Baudenkmal (Gruppe):

| Lage                                                 | Bezeichnung                     | Beschreibung | ID       | Bild |
| ---------------------------------------------------- | ------------------------------- | ------------ | -------- | ---- |
| Friedrich-Wilhelm-Straße 52° 9′ 58″ N, 10° 32′ 39″ O | Friedhof Friedrich-Wilhelm-Str. |              | 33862233 | BW   |

Baudenkmale (Einzeln):

| Lage                                                 | Bezeichnung | Beschreibung   | ID       | Bild |
| ---------------------------------------------------- | ----------- | -------------- | -------- | ---- |
| Friedrich-Wilhelm-Straße 52° 9′ 58″ N, 10° 32′ 39″ O | Friedhof    | Alter Friedhof | 33867253 | BW   |

### Gruppe: Fritz-Fischer-Straße
Baudenkmal (Gruppe):

| Lage                                             | Bezeichnung          | Beschreibung | ID       | Bild |
| ------------------------------------------------ | -------------------- | ------------ | -------- | ---- |
| Fritz-Fischer-Straße 52° 10′ 1″ N, 10° 31′ 18″ O | Fritz-Fischer-Straße |              | 33862216 | BW   |

Baudenkmale (Einzeln):

| Lage                                                    | Bezeichnung | Beschreibung     | ID       | Bild |
| ------------------------------------------------------- | ----------- | ---------------- | -------- | ---- |
| Fritz-Fischer-Straße 14 52° 10′ 0″ N, 10° 31′ 19″ O     | Wohnhaus    | Doppelhaushälfte | 33867231 | BW   |
| Fritz-Fischer-Straße 16 52° 10′ 1″ N, 10° 31′ 19″ O     | Wohnhaus    | Doppelhaushälfte | 33864188 | BW   |
| Fritz-Fischer-Straße 18 52° 10′ 1″ N, 10° 31′ 18″ O     | Wohnhaus    | Doppelhaushälfte | 33867209 | BW   |
| Fritz-Fischer-Straße 20 52° 10′ 2″ N, 10° 31′ 18″ O     | Wohnhaus    | Doppelhaushälfte | 33864166 | BW   |
| Fritz-Fischer-Straße 22/22a 52° 10′ 2″ N, 10° 31′ 18″ O | Wohnhaus    |                  | 33867188 | BW   |

### Gruppe: Fritz-Fischer-Str. 11/13
Baudenkmal (Gruppe):

| Lage                                             | Bezeichnung              | Beschreibung | ID       | Bild |
| ------------------------------------------------ | ------------------------ | ------------ | -------- | ---- |
| Fritz-Fischer-Straße 52° 10′ 1″ N, 10° 31′ 17″ O | Fritz-Fischer-Str. 11/13 |              | 33864006 | BW   |

Baudenkmale (Einzeln):

| Lage                                                | Bezeichnung | Beschreibung     | ID       | Bild |
| --------------------------------------------------- | ----------- | ---------------- | -------- | ---- |
| Fritz-Fischer-Straße 11 52° 10′ 0″ N, 10° 31′ 18″ O | Wohnhaus    | Doppelhaushälfte | 33884089 | BW   |
| Fritz-Fischer-Straße 13 52° 10′ 1″ N, 10° 31′ 17″ O | Wohnhaus    | Doppelhaushälfte | 33887167 | BW   |

### Gruppe: Schlachthof Wolfenbüttel
Baudenkmal (Gruppe):

| Lage                       | Bezeichnung              | Beschreibung | ID       | Bild |
| -------------------------- | ------------------------ | ------------ | -------- | ---- |
| 52° 9′ 58″ N, 10° 31′ 5″ O | Schlachthof Wolfenbüttel |              | 33862185 | BW   |

Baudenkmale (Einzeln):

| Lage                                       | Bezeichnung              | Beschreibung | ID       | Bild |
| ------------------------------------------ | ------------------------ | ------------ | -------- | ---- |
| Grauhofstraße 2 52° 9′ 58″ N, 10° 31′ 6″ O | Wohn-/Verwaltungsgebäude |              | 33882913 | BW   |

### Gruppe: Mühlsteinfirma Greiner und John Im Kalten Tale
Baudenkmal (Gruppe):

| Lage                        | Bezeichnung                                    | Beschreibung | ID       | Bild |
| --------------------------- | ---------------------------------------------- | ------------ | -------- | ---- |
| 52° 9′ 25″ N, 10° 31′ 55″ O | Mühlsteinfirma Greiner und John Im Kalten Tale |              | 46852572 | BW   |

Baudenkmale (Einzeln):

| Lage                                         | Bezeichnung | Beschreibung  | ID       | Bild |
| -------------------------------------------- | ----------- | ------------- | -------- | ---- |
| Im Kalten Tale 1 52° 9′ 26″ N, 10° 31′ 56″ O | Kran        |               | 46725151 | BW   |
| Im Kalten Tale 3 52° 9′ 24″ N, 10° 31′ 54″ O | Wohnhaus    | Villa Greiner | 33884814 | BW   |

### Gruppe: Wasserwerk Wolfenbüttel
Baudenkmal (Gruppe):

| Lage                        | Bezeichnung             | Beschreibung | ID       | Bild |
| --------------------------- | ----------------------- | ------------ | -------- | ---- |
| 52° 9′ 27″ N, 10° 32′ 33″ O | Wasserwerk Wolfenbüttel |              | 33862110 | BW   |

Baudenkmale (Einzeln):

| Lage                                       | Bezeichnung   | Beschreibung | ID       | Bild |
| ------------------------------------------ | ------------- | ------------ | -------- | ---- |
| Harztorwall 20 52° 9′ 27″ N, 10° 32′ 33″ O | Wasserturm    |              | 33865829 | BW   |
| Harztorwall 20 52° 9′ 27″ N, 10° 32′ 33″ O | Maschinenhaus |              | 33887831 | BW   |
| Harztorwall 20 52° 9′ 27″ N, 10° 32′ 32″ O | Wohnhaus      |              | 33865807 | BW   |

### Gruppe: Karlstraße 1–4
Baudenkmal (Gruppe):

| Lage                                       | Bezeichnung    | Beschreibung | ID       | Bild |
| ------------------------------------------ | -------------- | ------------ | -------- | ---- |
| Karlstraße 1-4 52° 9′ 42″ N, 10° 32′ 27″ O | Karlstraße 1-4 |              | 33862065 | BW   |

Baudenkmale (Einzeln):

| Lage                                     | Bezeichnung | Beschreibung | ID       | Bild |
| ---------------------------------------- | ----------- | ------------ | -------- | ---- |
| Karlstraße 1 52° 9′ 43″ N, 10° 32′ 27″ O | Wohnhaus    |              | 33864962 | BW   |
| Karlstraße 2 52° 9′ 42″ N, 10° 32′ 27″ O | Wohnhaus    |              | 33864941 | BW   |
| Karlstraße 3 52° 9′ 42″ N, 10° 32′ 27″ O | Wohnhaus    |              | 33864920 | BW   |

### Gruppe: Schule Karlstraße
Baudenkmal (Gruppe):

| Lage                                   | Bezeichnung       | Beschreibung | ID       | Bild |
| -------------------------------------- | ----------------- | ------------ | -------- | ---- |
| Karlstraße 52° 9′ 38″ N, 10° 32′ 28″ O | Schule Karlstraße |              | 33863754 | BW   |

Baudenkmale (Einzeln):

| Lage                                      | Bezeichnung | Beschreibung | ID       | Bild |
| ----------------------------------------- | ----------- | ------------ | -------- | ---- |
| Karlstraße 21 52° 9′ 39″ N, 10° 32′ 27″ O | Schule      |              | 33884935 | BW   |
| Karlstraße 52° 9′ 39″ N, 10° 32′ 29″ O    | Toilette    |              | 33885081 | BW   |

### Gruppe: Hauptfriedhof Lindener Straße
Baudenkmal (Gruppe):

| Lage                                        | Bezeichnung                   | Beschreibung | ID       | Bild |
| ------------------------------------------- | ----------------------------- | ------------ | -------- | ---- |
| Lindener Straße 52° 9′ 43″ N, 10° 32′ 55″ O | Hauptfriedhof Lindener Straße |              | 33863574 | BW   |

Baudenkmale (Einzeln):

| Lage                                        | Bezeichnung | Beschreibung   | ID       | Bild |
| ------------------------------------------- | ----------- | -------------- | -------- | ---- |
| Lindener Straße 52° 9′ 43″ N, 10° 33′ 5″ O  | Friedhof    |                | 33864599 | BW   |
| Lindener Straße 52° 9′ 44″ N, 10° 32′ 59″ O | Kapelle     | Martinskapelle | 33864555 | BW   |
| Lindener Straße 52° 9′ 42″ N, 10° 32′ 51″ O | Torgebäude  |                | 33864577 | BW   |

### Gruppe: Neuer Weg 88, 89
Baudenkmal (Gruppe):

| Lage                                          | Bezeichnung      | Beschreibung   | ID       | Bild |
| --------------------------------------------- | ---------------- | -------------- | -------- | ---- |
| Neuer Weg 88, 89 52° 10′ 10″ N, 10° 32′ 28″ O | Neuer Weg 88, 89 | Altbau v. 1902 | 33863956 | BW   |

Baudenkmale (Einzeln):

| Lage                                      | Bezeichnung | Beschreibung | ID       | Bild |
| ----------------------------------------- | ----------- | ------------ | -------- | ---- |
| Neuer Weg 88 52° 10′ 11″ N, 10° 32′ 28″ O | Villa       |              | 33886170 | BW   |
| Neuer Weg 89 52° 10′ 10″ N, 10° 32′ 29″ O | Villa       |              | 33886891 | BW   |

### Gruppe: JVA Wolfenbüttel
Baudenkmal (Gruppe):

| Lage                        | Bezeichnung      | Beschreibung | ID       | Bild |
| --------------------------- | ---------------- | ------------ | -------- | ---- |
| 52° 9′ 51″ N, 10° 32′ 30″ O | JVA Wolfenbüttel |              | 33861941 | BW   |

Baudenkmale (Einzeln):

| Lage                                       | Bezeichnung           | Beschreibung                       | ID       | Bild |
| ------------------------------------------ | --------------------- | ---------------------------------- | -------- | ---- |
| Ziegenmarkt 10 52° 9′ 51″ N, 10° 32′ 30″ O | Justizvollzugsanstalt | Justizvollzugsanstalt Wolfenbüttel | 33864663 |      |
| Ziegenmarkt 11 52° 9′ 52″ N, 10° 32′ 29″ O | Beamtenwohnhaus       |                                    | 33864642 | BW   |

### Sonstige Gruppen baulicher Anlagen in Wolfenbüttel
| Lage | Bezeichnung | Beschreibung | ID       | Bild |
| --- | --- | ------------ | -------- | ---- |
| Landeshuter Platz 52° 9′ 41″ N, 10° 32′ 34″ O                                                                      | Alter Friedhof |              |          | BW   |
| 52° 9′ 44″ N, 10° 32′ 39″ O                                                                                        | Östliche Wallbefestigung mit Stadtgraben (nördlich und südlich der Juliusbrücke)                                        |              |          | BW   |
| 52° 9′ 39″ N, 10° 31′ 41″ O                                                                                        | Okerumflut von südlicher Gabelung bis zum nördlichen Zusammenfluss, Auguststädter Okerbrücke, Schützenstraße Okerbrücke |              | 33863803 | BW   |
| Rote Schanze, Flurstück mit Wallresten eines Außenforts 52° 9′ 27″ N, 10° 34′ 6″ O                                 | |              |          | BW   |
| Weiße Schanze, gesamtes Flurstück mit kleiner Hofanlage auf Wallresten eines Außenforts 52° 9′ 18″ N, 10° 31′ 7″ O | |              |          | BW   |

### Einzelobjekte in Wolfenbüttel
| Lage                                                           | Bezeichnung                                                               | Beschreibung | ID       | Bild           |
| -------------------------------------------------------------- | ------------------------------------------------------------------------- | --- | -------- | -------------- |
| Alter Weg 10 52° 10′ 12″ N, 10° 32′ 23″ O                      | Wohnhaus                                                                  | |          | BW             |
| Alter Weg 12 52° 10′ 13″ N, 10° 32′ 23″ O                      | Wohnhaus                                                                  | |          | BW             |
| Alter Weg 31 52° 10′ 17″ N, 10° 32′ 19″ O                      | Wohnhaus                                                                  | |          | BW             |
| Alter Weg 51 52° 10′ 26″ N, 10° 32′ 14″ O                      | Wohnhaus                                                                  | |          | BW             |
| Alter Weg 53 52° 10′ 26″ N, 10° 32′ 14″ O                      | Wohnhaus                                                                  | |          | BW             |
| Am Lecheln Holze 9 52° 10′ 41″ N, 10° 32′ 31″ O                | Wohnhaus                                                                  | |          | BW             |
| Am Roten Amte 6 52° 10′ 13″ N, 10° 32′ 14″ O                   | Östlicher Wohntrakt des Gutshofes                                         | |          | BW             |
| Am Roten Amte 20 52° 10′ 13″ N, 10° 32′ 6″ O                   | Wohnhaus                                                                  | |          | BW             |
| Antoinettenweg 18 52° 10′ 56″ N, 10° 32′ 24″ O                 | Ehemaliges Jugendheim                                                     | Das Haus wurde 1935 bis 1936 erbaut. |          | BW             |
| Bahnhof 52° 9′ 34″ N, 10° 31′ 57″ O                            | Bahnhof, Empfangsgebäude                                                  | |          |                |
| Campestraße 23 52° 10′ 6″ N, 10° 32′ 42″ O                     | Wohnhaus                                                                  | |          | BW             |
| Campestraße 26 52° 10′ 5″ N, 10° 32′ 42″ O                     | Wohnhaus                                                                  | |          | BW             |
| Campestraße 28 52° 10′ 5″ N, 10° 32′ 43″ O                     | Wohnhaus                                                                  | |          | BW             |
| Campestraße 33 52° 10′ 7″ N, 10° 32′ 52″ O                     | Wohnhaus                                                                  | |          | BW             |
| Dr. Heinrich-Jasper-Straße 9 52° 9′ 48″ N, 10° 31′ 41″ O       | Ostteil des Betriebsgebäudes Ravensberger Spinnerei südlich der Okerflut. | Die Spinnerei ist um 1890 erbaut worden. |          | BW             |
| Ferdinandstraße 3 52° 9′ 50″ N, 10° 32′ 50″ O                  | Wohnhaus                                                                  | |          | BW             |
| Ferdinandstraße 8 52° 9′ 51″ N, 10° 32′ 55″ O                  | Wohnhaus                                                                  | |          | BW             |
| Fischerstraße 2 52° 9′ 38″ N, 10° 32′ 21″ O                    | Wohnhaus                                                                  | |          |                |
| Fischerstraße 4 52° 9′ 38″ N, 10° 32′ 21″ O                    | Wohnhaus                                                                  | |          |                |
| Fischerstraße 5 52° 9′ 39″ N, 10° 32′ 21″ O                    | Wohnhaus                                                                  | |          |                |
| Fischerstraße 8 52° 9′ 40″ N, 10° 32′ 21″ O                    | Wohnhaus                                                                  | |          |                |
| Fischerstraße 9 52° 9′ 40″ N, 10° 32′ 21″ O                    | Wohnhaus                                                                  | |          |                |
| Fischerstraße 10 52° 9′ 40″ N, 10° 32′ 21″ O                   | Wohnhaus                                                                  | |          |                |
| Fischerstraße 17 52° 9′ 43″ N, 10° 32′ 22″ O                   | Wohnhaus                                                                  | |          |                |
| Friedrich-Wilhelm-Straße 52° 9′ 54″ N, 10° 32′ 46″ O           | Spritzenhaus bei Nr. 3                                                    | abgerissen |          | BW             |
| Friedrich-Wilhelm-Straße 33 52° 10′ 1″ N, 10° 32′ 41″ O        | Wohnhaus                                                                  | |          | BW             |
| Friedrich-Wilhelm-Straße 37/38 52° 10′ 0″ N, 10° 32′ 37″ O     | Wohnhaus                                                                  | |          | BW             |
| Fritz-Fischer-Straße 11 52° 10′ 1″ N, 10° 31′ 18″ O            | Wohnhaus                                                                  | |          | BW             |
| Fritz-Fischer-Straße 13 52° 10′ 1″ N, 10° 31′ 17″ O            | Wohnhaus                                                                  | |          | BW             |
| Gartenweg 1 52° 9′ 21″ N, 10° 31′ 57″ O                        | Hauseingang                                                               | |          | BW             |
| Gebrüder-Welger-Straße 7 52° 9′ 48″ N, 10° 31′ 16″ O           | Wohnhaus                                                                  | abgerissen |          | BW             |
| Goslarsche Straße 7 52° 9′ 43″ N, 10° 31′ 28″ O                | Wohnhaus                                                                  | |          | BW             |
| Goslarsche Straße 18 52° 9′ 43″ N, 10° 31′ 21″ O               | Wohnhaus                                                                  | |          | BW             |
| Goslarsche Straße 56 52° 9′ 27″ N, 10° 31′ 55″ O               | Kernbau 17. Jahrhundert                                                   | |          | BW             |
| Grüner Platz 26 52° 10′ 4″ N, 10° 32′ 16″ O                    | Wohnhaus                                                                  | abgerissen |          | BW             |
| Grüner Platz 27 52° 10′ 3″ N, 10° 32′ 21″ O                    | Wohnhaus                                                                  | |          | BW             |
| Harztorwall 16 52° 9′ 34″ N, 10° 32′ 26″ O                     | Lessing-Theater                                                           | |          | Weitere Bilder |
| Im Kalten Tale 3 52° 9′ 24″ N, 10° 31′ 54″ O                   | Wohnhaus                                                                  | |          | BW             |
| Im Kalten Tale 5 52° 9′ 23″ N, 10° 31′ 54″ O                   | Wohnhaus                                                                  | |          | BW             |
| Im Kalten Tale 6 52° 9′ 25″ N, 10° 31′ 53″ O                   | Wohnhaus                                                                  | |          | BW             |
| Juliusstraße 31 52° 9′ 51″ N, 10° 32′ 57″ O                    | Wohnhaus                                                                  | |          | BW             |
| Juliusstraße 40 52° 9′ 51″ N, 10° 32′ 59″ O                    | Wohnhaus                                                                  | |          | BW             |
| Juliusstraße 42 52° 9′ 51″ N, 10° 33′ 0″ O                     | Wohnhaus                                                                  | |          | BW             |
| Kannengießerstraße 11 52° 9′ 41″ N, 10° 32′ 26″ O              | Wohnhaus                                                                  | |          | BW             |
| Kannengießerstraße 17 52° 9′ 42″ N, 10° 32′ 22″ O              | Wohnhaus                                                                  | |          |                |
| Karlstraße 6A 52° 9′ 40″ N, 10° 32′ 26″ O                      | Wohnhaus                                                                  | |          | BW             |
| Karlstraße 19 52° 9′ 37″ N, 10° 32′ 26″ O                      | Wohnhaus                                                                  | |          | BW             |
| Karlstraße 20 52° 9′ 38″ N, 10° 32′ 26″ O                      | Wohnhaus                                                                  | |          | BW             |
| Karlstraße 21 52° 9′ 39″ N, 10° 32′ 27″ O                      | Schulhaus und Toilettenhäuschen                                           | |          | BW             |
| Karlstraße 22 52° 9′ 40″ N, 10° 32′ 27″ O                      | Wohnhaus                                                                  | |          | BW             |
| Kleine Breite 5 52° 10′ 17″ N, 10° 32′ 31″ O                   | Gesamte Parzelle mit Gartenhaus und Torpfeilern                           | |          | BW             |
| Kleine Breite 11 52° 10′ 18″ N, 10° 32′ 36″ O                  | Wohnhaus                                                                  | |          | BW             |
| Lange Straße 22 52° 9′ 36″ N, 10° 32′ 22″ O                    | Wohnhaus                                                                  | abgerissen |          | BW             |
| Leipziger Straße 1 52° 9′ 53″ N, 10° 33′ 2″ O                  | Wohnhaus                                                                  | |          | BW             |
| Lessingstraße 19 52° 9′ 56″ N, 10° 31′ 50″ O                   | Wohnhaus                                                                  | | 33873271 | BW             |
| Leopoldstraße 4 52° 9′ 52″ N, 10° 32′ 51″ O                    | Wohnhaus                                                                  | |          | BW             |
| Lindener Straße 5 52° 9′ 44″ N, 10° 32′ 48″ O                  | Wohnhaus                                                                  | |          | BW             |
| Lindener Straße 7 52° 9′ 44″ N, 10° 32′ 48″ O                  | Wohnhaus                                                                  | |          | BW             |
| Mittelweg 2 52° 10′ 29″ N, 10° 32′ 18″ O                       | Villa                                                                     | |          | BW             |
| Neuer Weg 1 52° 10′ 3″ N, 10° 32′ 29″ O                        | Wohnhaus                                                                  | |          | BW             |
| Neuer Weg 2 52° 10′ 3″ N, 10° 32′ 29″ O                        | Wohnhaus                                                                  | |          | BW             |
| Neuer Weg 5 52° 10′ 7″ N, 10° 32′ 31″ O                        | Forsthaus                                                                 | Das ehemalige Forsthaus wurde zum Ende des 17. Jahrhunderts erbaut. Seit dem 19. Jahrhundert befindet sich hier ein Gasthaus, heute ist es ein Hotel. Es ist ein zweigeschossiges, traufständiges Fachwerkhaus mit einem Satteldach.                                                                         |          | BW             |
| Neuer Weg 6a 52° 10′ 10″ N, 10° 32′ 34″ O                      | Wohnhaus                                                                  | |          | BW             |
| Neuer Weg 7 52° 10′ 10″ N, 10° 32′ 31″ O                       | Wohnhaus                                                                  | |          | BW             |
| Neuer Weg 9 52° 10′ 12″ N, 10° 32′ 31″ O                       | Villa                                                                     | Die Villa wurde 1895 als Landhaus Winter erbaut. |          | BW             |
| Neuer Weg 9 52° 10′ 12″ N, 10° 32′ 30″ O                       | Einfriedung                                                               | Die Villa wurde 1895 als Landhaus Winter erbaut. |          | BW             |
| Neuer Weg 9b 52° 10′ 11″ N, 10° 32′ 33″ O                      | Wirtschaftsgebäude                                                        | |          | BW             |
| Neuer Weg 9b 52° 10′ 11″ N, 10° 32′ 34″ O                      | Gartenhaus                                                                | |          | BW             |
| Neuer Weg 10 52° 10′ 13″ N, 10° 32′ 30″ O                      | Wohnhaus                                                                  | |          | BW             |
| Neuer Weg 17 52° 10′ 19″ N, 10° 32′ 28″ O                      | Wohnhaus                                                                  | |          | BW             |
| Neuer Weg 21 52° 10′ 20″ N, 10° 32′ 27″ O                      | Wohnhaus                                                                  | |          | BW             |
| Neuer Weg 24 52° 10′ 23″ N, 10° 32′ 26″ O                      | Wohnhaus                                                                  | |          | BW             |
| Neuer Weg 27/27A 52° 10′ 25″ N, 10° 32′ 25″ O                  | Wohnhaus                                                                  | |          | BW             |
| Neuer Weg 27c 52° 10′ 27″ N, 10° 32′ 32″ O                     | Wohnhaus                                                                  | abgerissen und durch einen Neubau ersetzt |          | BW             |
| Neuer Weg 33 52° 10′ 33″ N, 10° 32′ 22″ O                      | Wohnhaus                                                                  | |          | BW             |
| Neuer Weg 33 52° 10′ 33″ N, 10° 32′ 22″ O                      | Remise                                                                    | |          | BW             |
| Neuer Weg 46 52° 10′ 51″ N, 10° 32′ 14″ O                      | Wohnhaus                                                                  | |          | BW             |
| Neuer Weg 50 52° 10′ 53″ N, 10° 32′ 10″ O                      | Samson-Schule                                                             | Samson-Schule |          | BW             |
| Neuer Weg 51a 52° 10′ 50″ N, 10° 32′ 11″ O                     | Konditoreifachschule Lambrecht                                            | |          | BW             |
| Neuer Weg 54 52° 10′ 48″ N, 10° 32′ 13″ O                      | Wohnhaus                                                                  | |          | BW             |
| Neuer Weg 63 52° 10′ 39″ N, 10° 32′ 17″ O                      | Wohnhaus                                                                  | |          | BW             |
| Neuer Weg 65 52° 10′ 37″ N, 10° 32′ 17″ O                      | Wohnhaus                                                                  | |          | BW             |
| Neuer Weg 68B 52° 10′ 33″ N, 10° 32′ 19″ O                     | Tankstelle                                                                | |          | BW             |
| Neuer Weg 70 52° 10′ 31″ N, 10° 32′ 20″ O                      | Wohnhaus                                                                  | |          | BW             |
| Neuer Weg 70A 52° 10′ 28″ N, 10° 32′ 21″ O                     | Tankstelle                                                                | |          | BW             |
| Neuer Weg 74 52° 10′ 25″ N, 10° 32′ 23″ O                      | Hofanlage                                                                 | |          | BW             |
| Neuer Weg 75 52° 10′ 23″ N, 10° 32′ 23″ O                      | Wohnhaus                                                                  | |          | BW             |
| Neuer Weg 76 52° 10′ 22″ N, 10° 32′ 23″ O                      | Villa                                                                     | |          | BW             |
| Neuer Weg 78 52° 10′ 20″ N, 10° 32′ 23″ O                      | Villa                                                                     | |          | BW             |
| Neuer Weg 80/81 52° 10′ 16″ N, 10° 32′ 26″ O                   | Wohnhaus                                                                  | |          | BW             |
| Neuer Weg 88 52° 10′ 11″ N, 10° 32′ 28″ O                      | Wohnhaus                                                                  | |          | BW             |
| Neuer Weg 89 52° 10′ 10″ N, 10° 32′ 29″ O                      | Villa                                                                     | |          | BW             |
| Neuer Weg 91 52° 10′ 6″ N, 10° 32′ 29″ O                       | Wohnhaus                                                                  | |          | BW             |
| Neuer Weg 93/94 52° 10′ 4″ N, 10° 32′ 28″ O                    | Wohnhaus                                                                  | |          | BW             |
| Neuer Weg 96 52° 10′ 1″ N, 10° 32′ 24″ O                       | Villa                                                                     | Die Villa wurde 1897/1898 für einen Bankier erbaut. |          | BW             |
| Neuer Weg 52° 11′ 18″ N, 10° 32′ 3″ O                          | Gasthaus                                                                  | Das heutige Sternhaus wurde von 1897 bis 1898 als Ausflugslokal von der Straßen-Eisenbahn-Gesellschaft Braunschweig erbaut. Die Bahnstrecke Braunschweig - Wolfenbüttel verlief parallel zur heutigen B 4. Vor diesem Bau stand hier ein herzogliches Lustschloss, von hier gingen acht Wege sternförmig ab. |          | BW             |
| Salzdahlumer Straße 59 52° 10′ 40″ N, 10° 33′ 15″ O            | Wohnhaus                                                                  | |          | BW             |
| Schützenstraße 8 52° 9′ 55″ N, 10° 31′ 37″ O                   | Wohnhaus                                                                  | |          | BW             |
| Schützenstraße 15 52° 9′ 54″ N, 10° 31′ 32″ O                  | Wohnhaus                                                                  | |          | BW             |
| Schützenstraße 16 52° 9′ 56″ N, 10° 31′ 33″ O                  | Wohnhaus                                                                  | |          | BW             |
| Schützenstraße 17 52° 9′ 54″ N, 10° 31′ 31″ O                  | Wohnhaus                                                                  | |          | BW             |
| Schützenstraße 18 52° 9′ 55″ N, 10° 31′ 32″ O                  | Wohnhaus                                                                  | |          | BW             |
| Schützenstraße 19 52° 9′ 55″ N, 10° 31′ 30″ O                  | Wohnhaus                                                                  | |          | BW             |
| Schützenstraße 27/Töpferstraße 27a 52° 9′ 55″ N, 10° 31′ 27″ O | Wohnhaus                                                                  | |          | BW             |
| Teichgarten 5 52° 9′ 37″ N, 10° 32′ 44″ O                      | Ehemalige Reithalle des Kasernenareals                                    | |          | BW             |
| Thomaeweg 5 52° 9′ 24″ N, 10° 31′ 46″ O                        | Streckhof                                                                 | |          | BW             |
| Wallstraße 22/24 52° 9′ 45″ N, 10° 32′ 35″ O                   | Altbau Schulgebäude                                                       | |          | BW             |
| Wilhelm-Raabe-Straße 2 52° 10′ 4″ N, 10° 32′ 43″ O             | Wohnhaus                                                                  | |          | BW             |
| Wilhelm-Raabe-Straße 3 52° 10′ 3″ N, 10° 32′ 43″ O             | Wohnhaus                                                                  | |          | BW             |
| Wilhelm-Raabe-Straße 15 52° 10′ 4″ N, 10° 32′ 45″ O            | Wohnhaus                                                                  | |          | BW             |

## Ehemalige Baudenkmale
| Lage                                       | Bezeichnung | Beschreibung | ID | Bild |
| ------------------------------------------ | ----------- | --- | -- | ---- |
| Harztorwall 18 52° 9′ 32″ N, 10° 32′ 25″ O | Kaffeehaus  | Das ursprüngliche Kaffeehaus wurde 1865 erbaut und im Laufe der Zeit erweitert. Am 7. Dezember 1988 brannte das Kaffeehaus komplett ab, die Ursache ist ungeklärt. An Stelle des Kaffeehaus wurde ein Hotel gebaut. |    |      |